# Natalie du Toit
Natalie du Toit (sinh ngày 29 tháng 1 năm 1984 tại Cape Town) là một nữ vận động viên bơi lội người Nam Phi, bị cụt chân trái và từng đoạt tổng cộng 13 huy chương vàng về bơi lội tại Thế vận hội Người khuyết tật. Năm 2008, cùng với Natalia Partyka, cả hai là người khuyết tật nữ đầu tiên trên thế giới đủ điều kiện tham gia một Thế vận hội bình thường và cùng lúc thi đấu ở cả hai Thế vận hội Olympic và Paralympic trong cùng một năm.
Du Toit nổi tiếng sau khi đoạt nhiều huy chương vàng tại Thế vận hội người khuyết tật 2004 và Đại hội thể thao Thịnh vượng chung và trở thành một trong những vận động viên khuyết tật thành công nhất mọi thời đại.

## Sự nghiệp bơi lội
Natalie du Toit tham dự các cuộc thi bơi lội quốc tế từ năm 14 tuổi và trở thành một tài năng trẻ của Nam Phi. Vào tháng 2 năm 2001, du Toit phải cắt chân trái đến gần đầu gối sau khi bị xe hơi đụng phải khi đi xe máy trở về trường học sau buổi tập bơi. Tuy nhiên, du Toit đã tập bơi trở lại chỉ sau tai nạn đó 3 tháng.
Tại Đại hội thể thao Thịnh vượng chung 2002 ở Manchester, cô Du Toit đã giành 2 huy chương vàng nội dung 50 m và 100 m bơi tự do (trong đó nội dung 100 m là kỷ lục thế giới). Sau đó du Toit giành Giải thưởng David Dixon cho vận động viên nổi bật tại đại hội.
Tại Thế vận hội Người Khuyết tật Mùa hè 2004, cô đoạt 5 huy chương vàng về bơi lội.
Năm 2004, cô được bầu vào vị trí thứ 48 trong danh sách 100 người Nam Phi vĩ đại nhất của Tập đoàn Truyền thông Nam Phi (SABC).
Ngày 3 tháng 5 năm 2008, Du Toit vượt qua vòng loại Thế vận hội Bắc Kinh 2008 sau khi về thứ 4 nội dung bơi 10 km dành cho các vận động viên bình thường tại Giải vô địch thế giới dưới nước diễn ra tại Sevilla, Tây Ban Nha . Với thành tích này, Du Toit cùng với Natalia Partyka trở thành 2 người đầu tiên tham dự cả hai Thế vận hội cho vận động viên bình thường và khuyết tật trong cùng 1 năm. Cô cũng là người được chọn cầm cờ đại diện cho đoàn thể thao Nam Phi tại cả hai Thế vận hội Mùa hè 2008 và Thế vận hội Người khuyết tật Mùa hè 2008, trở thành vận động viên đầu tiên được chọn cầm cờ trong cả Olympic và Paralympic trong cùng một năm.
Mặc dù không có hy vọng đoạt được huy chương tại một Thế vận hội bình thường, nhưng sự kiện cô là người khuyết tật nữ đầu tiên trên thế giới vượt qua bao người bình thường khác để đủ điều kiện tham gia một thế vận hội  cũng là sự kiện được nhiều báo chí quốc tế chú ý và là niềm hy vọng của những người khuyết tật. Ủy ban Thế vận của quốc gia cô (Cộng hòa Nam Phi) đã dành cho cô danh dự cầm cờ đi đầu đoàn vận động viên quốc gia trong buổi khai mạc Thế vận hội Mùa hè 2008 tại Bắc Kinh . Và trong bộ môn bơi marathon 10 km của nữ ngày 20 tháng 8 tại Bắc Kinh, Natalie du Toit cụt chân trái, đã đến đích thứ 16 sau 2:07.87 chậm hơn người về đầu (là Larisa Ilchenko, người Nga, từng ba lần vô địch thế giới) chỉ 1 phút 22 giây và nhanh hơn 8 vận động viên bình thường có đủ 2 chân khác. Tại Thế vận hội Người Khuyết tật Mùa hè 2008, cô đoạt 5 huy chương vàng về bơi lội.
Ngày 27 tháng 8 năm 2012, chỉ ba ngày trước khi bắt đầu Paralympics mùa hè năm 2012, cô thông báo ý định của mình để chấm dứt sự nghiệp bơi lội sau khi kết thúc sự kiện thể thao này. Cô đoạt 3 huy chương vàng trong lần thi Thế vận hội Người khuyết tật này.

## Thành tích
- Xem bảng Thành tích huy chương tại Hộp thông tin.

Tổng cộng, Natalie du Toit đã đoạt 13 huy chương vàng 2 huy chương bạc tại các kỳ Thế vận hội Người khuyết tật 2004, 2008, 2012; 12 huy chương vàng Vô địch thế giới IPC (IPC là Ủy ban Thế vận hội Khuyết tật Quốc tế); 8 huy chương vàng Đại hội thể thao Thịnh vượng chung Anh.

## Câu nói
| “ | Tôi luôn có một giấc mơ là được tham dự Thế vận hội. Ngay cả khi tôi bị mất chân trái, giấc mơ đó vẫn không thay đổi. Mọi thứ trên đời đều có thể trở thành hiện thực nếu bạn có niềm tin. | ” |

| “ | Bi kịch cuộc đời không nằm ở chỗ không đạt được mục tiêu, mà bi kịch của cuộc đời nằm ở chỗ không có mục tiêu để đạt được. Không có gì hổ thẹn khi bạn không vươn đến được những vì sao, nhưng thật hổ thẹn khi không có những vì sao để bạn vươn tới. | ” |

## Vinh danh
Trong tháng 8 năm 2002, cô đã được trao giải Western Cape Golden Cross, là vinh dự cao nhất được trao bởi chính phủ của Western Cape. Trong lễ trao giải Western Cape, Thủ tướng Marthinus van Schalkwyk cho biết cô đã "vượt quá vàng và bơi theo cách của mình vào trái tim của không chỉ người dân Nam Phi nhưng mà là của cả thế giới".
Năm 2004, cô được bầu vào vị trí thứ 48 trong danh sách 100 người Nam Phi vĩ đại nhất của Tập đoàn Truyền thông Nam Phi (SABC). Cô đã giành giải thưởng Thành tựu Whang Youn Dai Achievement Award, giải thưởng cao quý nhất của thế giới cho vận động viên khuyết tật, vào năm 2008.
Trong tháng 12 năm 2009, cô đã nhận được Huân chương Ikhamanga Vàng của Nam Phi "cho những thành tựu vượt trội của mình trong bơi lội".
Vào ngày 10 tháng 3 năm 2010, cô được trao giải Laureus World Sports Awards của năm với một người khuyết tật vì đã "phá bỏ các rào cản giữa các môn thể thao giữa người khuyết tật và người không khuyết tật".